# Cantar lontano
Il Cantar lontano è una prassi vocale seicentesca che vede i cantori disposti strategicamente nello spazio della chiesa, a distanza tra loro e rispetto all'organo, creare un effetto di stereofonia nell'esecuzione di musica polifonica.
La prima documentazione al riguardo è del 1612. In quella data viene dato alle stampe a Venezia il trattato Sacri concentus di Ignazio Donati, nel quale si descrivono tecniche e modalità di esecuzione.
La disposizione dei cantori e la distanza tra essi e l'organo della chiesa mirava a ottenere un effetto di diffusione del suono simile a quello ottenuto oggi con sistemi di stereofonia o di surround.
Il luogo e le proprietà acustiche dell'architettura erano studiate per ottimizzare la resa sonora del gruppo polifonico e degli strumenti musicali. Il ritardo e l'eco della chiesa erano accuratamente studiate per permettere la corretta esecuzione dei brani musicali, al fine di ottenere il massimo dell'armonia. I cantori dovevano affrontare una grande difficoltà di esecuzione: disposti a distanza nelle cantorie, non erano in contatto visivo tra loro e percepivano con ritardo il suono degli altri componenti.

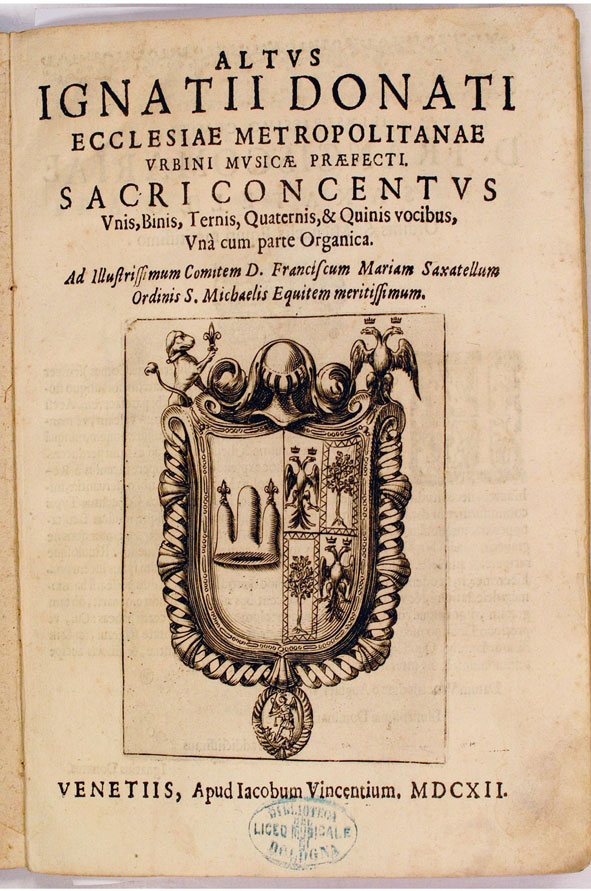
Frontespizio del "Sacri concentus", Ignazio Donati 1612
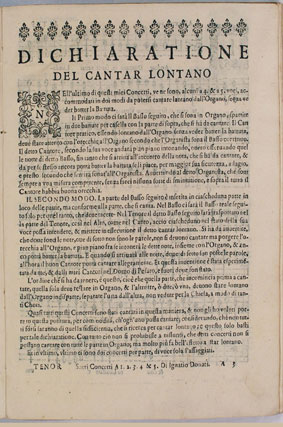
Dichiarazione del cantar lontano "Sacri concentus"Ignazio Donati 1612